# Sân bay Iki
Sân bay Iki (壱岐空港 Iki Kūkō) (IATA: IKI, ICAO: RJDB) là một sân bay nhỏ ở thành phố Iki trên đảo Iki tại tỉnh Nagasaki của Nhật Bản.

## Các hãng hàng không và các tuyến điểm
Hiện có các hãng hàng không sau đang hoạt động tại sân bay này:
Oriental Air Bridge cung cấp 2 chuyến bay mỗi ngày nối với Sân bay Nagasaki. Thời gian bay là 17 phút.